# GMTV
GMTV è stato un programma televisivo britannico di genere tra il rotocalco e il talk show, andato in onda durante le ore del mattino su ITV dal 1º gennaio 1993 al 3 settembre 2010. La trasmissione comprendeva notizie provenienti dalle varie regioni del Regno Unito e dal mondo, il meteo, le interviste a personaggi famosi e non, i servizi dedicati alla cucina e alla salute, lo spettacolo e le competizioni.

## Storia del programma

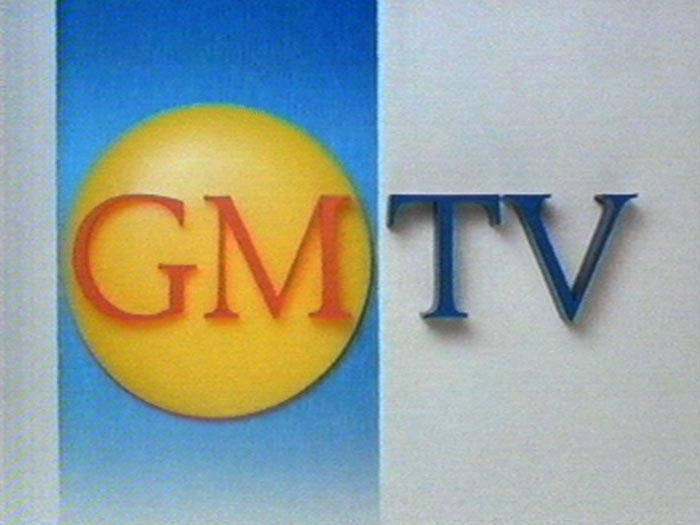
Primo logo di GMTV (1993-1999)

### Antefatti
Prima di GMTV, la programmazione mattutina di ITV era gestita da TV-am, con Good Morning Britain e Daybreak e dalla suddetta rete, con This Morning (dal 1988), quest'ultimo ancora in onda.
Le ultime puntate di Good Morning Britain e Daybreak sono andate in onda il 31 dicembre 1992.

### 1993-1999: Gli inizi
La prima puntata di GMTV è andata in onda il 1º gennaio 1993 con la conduzione di Eamonn Holmes e Anne Davies. La trasmissione veniva trasmessa dallo Studio 5 dei London Studios. Dal lunedì al venerdì la trasmissione andava in onda con la conduzione di Fiona Armstrong e Michael Wilson (solo dal lunedì al giovedì).
Dopo sei settimane dall'inizio delle trasmissioni, il programma aveva perso 2 milioni di spettatori.
Il 19 aprile 1993 la trasmissione subisce un rinnovamento. Questo cambiamento si notava nella scenografia, che si ispirava a quello di Good Morning Britain.

### 2009-2010: La fine
Il 25 novembre 2009 ITV plc, editore della rete televisiva omonima, ha comprato il restante 25% delle quote della società produttrice dello show, al fine di assicurarsi il controllo 24 ore su 24 della prima rete televisiva britannica privata.
A seguito di ciò, tra la fine del 2009 e il giugno 2010 vengono apportate ulteriori modifiche alla trasmissione:
- L'editore di GMTV, Martin Frizell, viene licenziato nel dicembre 2009[3] con Sue Walton che lo ha sostituito temporaneamente[4]
- Il 21 aprile 2010 è stato confermato che Ben Shephard avrebbe lasciato la GMTV dopo 10 anni, dopo aver detto in precedenza alla direzione che non avrebbe rinnovato il contratto.[5]
- Il 10 giugno 2010 è stato confermato che Andrew Castle avrebbe lasciato GMTV dopo 10 anni.
- Il 20 luglio 2010 Richard Arnold e Carla Romano hanno annunciato che avrebbero lasciato GMTV, dopo 10 anni, per proseguire la loro carriera altrove.[6]

L'ultima puntata di GMTV è andata in onda il 3 settembre 2010 con la conduzione di Andrew Castle e Emma Crosby.

## Spin-off

### Sunday Best
Sunday Best era il magazine domenicale di GMTV, lanciato nel gennaio 1993.
L'ultimo programma è andato in onda il 9 ottobre 1994.

### The Sunday Programme
The Sunday Programme era la trasmissione domenicale di GMTV, dedicata interamente alla politica. Il programma è andato in onda tra le 7:00 e le 8:00.
Nel 2008, il programma venne cancellato e sostituito con programmi per bambini.